# ベルゴロド公国
ベルゴロド公国（ロシア語: Белгородское княжество）はキエフ・ルーシ期の分領公国である。首都はベルゴロド（ベルゴロド・キエフスキーとも。現ビロホロードカ）に置かれ、12 - 13世紀の間存在していた。
991年、キエフ大公ウラジーミル（ウラジーミル・スヴャトイ）はイルピニ川沿いに要塞を建設し、これをベルゴロドと名づけた。ベルゴロドならびにベルゴロド公国は、南方の遊牧民からキエフを守る防衛拠点であり、ベルゴロド公国に独立性は与えられなかった。また、キエフならびにキエフ大公位をめぐる闘争が発生した際には、ベルゴロドはキエフ大公の退避場所となっていた。キエフ大公の兼任ではないベルゴロド公としては、たとえば1117年に、キエフ大公ウラジーミル（ウラジーミル・モノマフ）に配備された、モノマフの長男ムスチスラフ（ムスチスラフ・ヴェリーキー）などが挙げられる。
1240年にモンゴルのルーシ侵攻によってベルゴロドが破壊された後は、ルーシの年代記（レートピシ）上にベルゴロド公に関する言及はみられない。